# Mathias Geiger

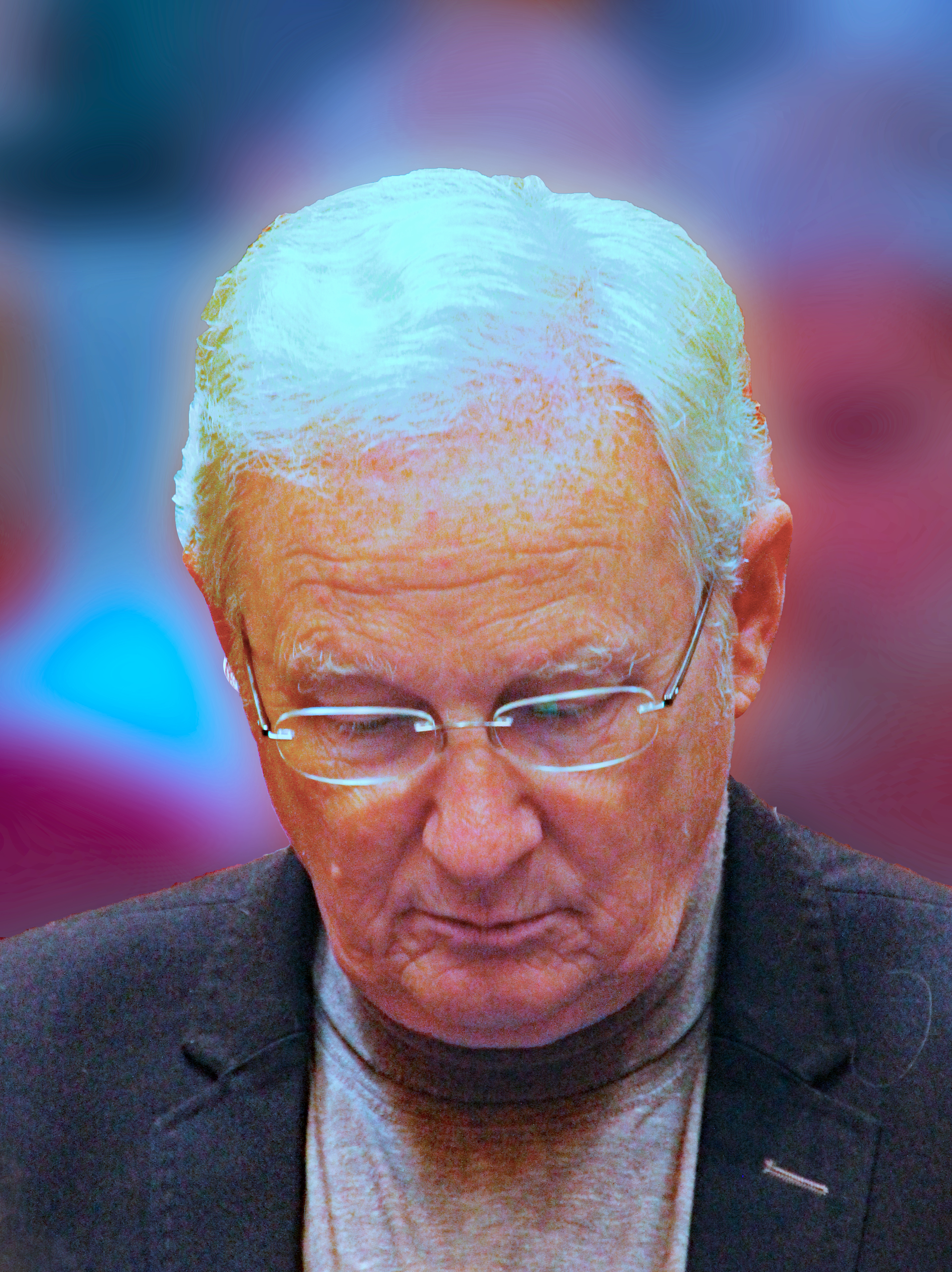
Mathias Geiger (2017)

Mathias Geiger (* 22. November 1957 in Frankfurt am Main) ist ein hessischer Politiker (FDP) und war von 2014 bis 2020 Bürgermeister von Eschborn.

## Leben
Geiger wuchs in Eschborn auf. Er besuchte die dortige Grundschule, ging dann auf die Altkönigschule in Kronberg im Taunus und auf die Rackow-Schule in Frankfurt am Main. 1975 begann er eine Ausbildung zum Verwaltungsfachangestellten bei der Stadt Eschborn, die er 1978 abschloss. Während seiner beruflichen Laufbahn bekleidete er verschiedene Posten in der Stadtverwaltung von Eschborn, unter anderem als Sachbearbeiter und Leiter des Einwohnermeldeamtes. Daneben war Geiger von 1992 bis 2002 immer wieder als Dozent am Hessischen Verwaltungsschulverband in Wiesbaden und Frankfurt am Main, sowie von 2000 bis 2002 als Dozent an der Fachakademie für Personenstandswesen, tätig. 2002 wurde Geiger zum Ersten Stadtrat gewählt. 2013 trat er am 22. September bei der Bürgermeisterwahl gegen den Amtsinhaber Wilhelm Speckhardt (CDU) an und erzielte mit 31 Prozent der Stimmen den zweiten Platz. In der Stichwahl vom 6. Oktober 2013 konnte er sich mit 61,1 Prozent der Stimmen gegen Speckhardt durchsetzen. Er trat sein Amt am 16. Februar 2014 an. Bei der Bürgermeisterwahl am 20. Oktober 2019 unterlag er mit 45,7 Prozent zu 50,2 Prozent der Stimmen seinem Herausforderer Adnan Shaikh (CDU), der zusätzlich von SPD und Grünen unterstützt wurde.
Geiger ist verheiratet und hat eine Tochter.

### Ermittlungsverfahren
Am 8. Januar 2015 wurde bekannt, dass gegen Geiger wegen des Abfotografierens von Unterlagen aus dem Rathaus, ein Disziplinarverfahren eingeleitet wurde.
Die Staatsanwaltschaft Frankfurt am Main, vertreten durch Oberstaatsanwältin Nadja Niesen, hat gegen Geiger beim Landgericht in Frankfurt am Main Anklage wegen Verletzung des Dienst- und Steuergeheimnisses sowie wegen Verleumdung und falscher Verdächtigung erhoben. So soll Geiger von 2012 bis Februar 2014 während seiner Amtszeit als Erster Stadtrat eine Vielzahl von zum Teil persönlichen oder vertraulichen Dokumenten aus dem internen Verwaltungsbereich der Stadt Eschborn bzw. des Magistrats kopiert oder fotografiert haben. Diese Papiere bzw. auf elektronische Datenträger gebrannten Unterlagen übergab er einem ihm bekannten, selbst in der Kommunalpolitik aktiven Rechtsanwalt, der sie zu politischen Zwecken, das heißt zum Schaden des damaligen Bürgermeisters und der Eschborner CDU sowie zum Nutzen des Angeschuldigten verwenden sollte, was er in mehreren Fällen auch tat. Dass dieser Rechtsanwalt einige der ihm überlassenen CDs später, als der Angeschuldigte bereits zum Bürgermeister der Stadt Eschborn gewählt worden war, einem Journalisten aushändigte, der sie wiederum im Dezember 2014 der Polizei übergab, führte letztlich zur Einleitung des vorliegenden Ermittlungsverfahrens. Dem Angeschuldigten wird weiterhin vorgeworfen, besagtem Anwalt Anfang Januar 2015 in einer schriftlichen Presseerklärung wider besseres Wissen vorgeworfen zu haben, durch die Aushändigung der ihm zur treuhänderischen Verwahrung übergebenen CDs an den Journalisten und deren gewollte Veröffentlichung gegen seine Mandatsanweisung verstoßen und damit seine anwaltliche Schweigepflicht gebrochen zu haben. Zudem soll er Ende Januar 2015 durch entsprechende, im Rahmen einer Anzeige bei der Staatsanwaltschaft getätigte Angaben den Rechtsanwalt bewusst wahrheitswidrig der Verletzung von Privatgeheimnissen bezichtigt haben, um gegen ihn ein Ermittlungsverfahren herbeiführen zu lassen.
Am 15. Juni 2016 gab das Landgericht Frankfurt bekannt, dass die Anklage gegen Geiger zugelassen und das Hauptverfahren eröffnet wurde. Am 28. November 2018 verurteilte das Landgericht Frankfurt Geiger zu einer Geldstrafe in Höhe von 180 Tagessätzen, wobei 60 Tagessätze aufgrund der unangemessen langen Verfahrensdauer von über zwei Jahren bereits als verbüßt gelten. Geiger legte gegen dieses Urteil Revision ein. Der Bundesgerichtshof hob daraufhin die Verurteilung wegen Verrat von Steuergeheimnissen auf, bestätigte jedoch die Verurteilung wegen Geheimnisverrat.
Am 17. Dezember 2018 scheiterte ein Antrag der Fraktionen der SPD, CDU und Grünen auf Einleitung eines Abwahlverfahrens gegen Geiger mit 23 zu 13 Stimmen bei einer Enthaltung (62,2 Prozent) an der hierfür notwendigen Zweidrittelmehrheit. FDP, Freie Wähler und die Linkspartei stimmten gegen eine Abwahl. Seine planmäßige Amtszeit läuft somit weiter bis Februar 2020.